# Шепеліна Наталія Володимирівна
Шепеліна Наталія Володимирівна (24 лютого 1981) — російська ватерполістка.
Учасниця Олімпійських Ігор 2004, 2008 років.
Призерка Чемпіонату світу з водних видів спорту 2007 року.